# Henry Koster
Henry Koster (Hermann Kosterlitz) (Berlijn, 1 mei 1905 – Los Angeles, 21 september 1988) was een Duitse filmregisseur en scenarioschrijver.

## Leven en werk
Koster werd geboren in 1905 in Berlijn in een Joodse familie. Hij maakte op vijfjarige leeftijd kennis met de film bij zijn oom, die een bioscoop in Berlijn bezat. Kosters moeder speelde daar piano ter begeleiding van de films. Na een kort bestaan als schrijver werkte Koster als scenarioschrijver voor een filmbedrijf in Berlijn en schreef hij onder meer mee aan verscheidene scenario's voor filmregisseur Curtis Bernhardt. Bernhardt werd ziek en vroeg aan Koster zijn werk als regisseur over te nemen. Zo rond 1931 of 1932 maakte Koster twee of drie films in Berlijn voor de Universum Film AG.
Na de machtsovername door Adolf Hitler in 1933 verliet Koster Duitsland en ging naar Frankrijk, waar hij ging werken voor de reeds bij hem bekende Bernhardt. Uiteindelijk ging Koster naar Boedapest en maakte er kennis en trouwde met Kato Kiraly in 1934. In Boedapest maakte hij kennis met Joe Pasternak, de vertegenwoordiger van Universal Films in Europa, en regisseerde drie films voor hem. In 1935 regisseerde Koster de Nederlandse speelfilm De Kribbebijter.
In 1936 kreeg hij een contract met Universal in Hollywood en reisde hij met zijn vrouw naar de Verenigde Staten om te gaan werken voor Pasternak. Hoewel Koster geen Engels sprak, maakte hij voor hem de film Three Smart Girls, waarin hij Deanna Durbin persoonlijk bijstond. Deze film werd een groot succes en redde Universal uit het faillissement.  Kosters tweede Universal-film One Hundred Men and a Girl, weer met Deanna Durbin en Leopold Stokowski, volgde daarop.
Koster maakte talrijke musicals en komedies tijdens de jaren 1939 en 1940, waarvan veel met Betty Grable, Durbin en andere muzikale sterren van dat tijdperk. Koster werkte voor Universal tot 1941 en ging toen naar MGM en naar Fox in 1948. Koster ontdekte Abbott en Costello in een nachtclub in New York en lanceerde hierop hun filmcarrière. In de komedie One Night in the Tropics (1942), het filmdebuut van het komisch duo, speelde Peggy Moran mee. Zij werd Kosters tweede vrouw in 1942.
Henry Koster werd in 1947 genomineerd voor een Academy Award voor The Bishop's Wife. In 1950 regisseerde hij zijn grootste succes tot dan toe, de James Stewart-komedie Harvey.  Hij regisseerde Richard Burtons eerste Amerikaanse film, My Cousin Rachel (1952). Het jaar daarop gaf hij hem de hoofdrol in de eerste CinemaScopefilm, de sandalenfilm The Robe (1953). Hij regisseerde een aantal kostuumdrama's, met inbegrip van Désirée (1954) met Marlon Brando, The Virgin Queen (1955)  met Bette Davis en The Naked Maja (1958) met Ava Gardner en keerde vervolgens terug naar de familiekomedies en musicals, waaronder Flower Drum Song voor Universal in 1961. Zijn laatste film was The Singing Nun (1965), een biopic over de Belgische kloosterzuster Soeur Sourire.
Henry Koster trok zich terug in Leisure Village, Camarillo, Californië en ging zich daar wijden aan de schilderkunst. Hij maakte een reeks portretten van de filmsterren waar hij mee had gewerkt.
Hij overleed in 1988 op 83-jarige leeftijd aan de complicaties na een leveroperatie.

## Filmografie
- 1932: Das Abenteuer der Thea Roland
- 1934:  Peter
- 1935: Kleine Mutti
- 1935: De Kribbebijter (co-regie met Ernst Winar)
- 1936: Katharina, die Letzte
- 1936: Three Smart Girls
- 1937: One Hundred Men and a Girl
- 1938: The Rage of Paris (1938)
- 1938: Il diario di una donna amata (The Affairs of Maupassant)
- 1939: Three Smart Girls Grow Up
- 1939: First Love
- 1940: Spring Parade
- 1941: It Started with Eve
- 1942: Between Us Girls
- 1944: Music for Millions
- 1946: Two Sisters from Boston
- 1947: The Unfinished Dance
- 1947: The Bishop's Wife
- 1948: The Luck of the Irish
- 1949: Come to the Stable
- 1949: The Inspector General
- 1950: Wabash Avenue
- 1950: My Blue Heaven
- 1950: Harvey
- 1951: No Highway in the Sky
- 1951: Mr. Belvedere Rings the Bell
- 1951: Elopement
- 1952: Stars and Stripes Forever
- 1952: My Cousin Rachel
- 1953: The Robe
- 1954: Désirée
- 1955: A Man Called Peter
- 1955: The Virgin Queen
- 1955: Good Morning, Miss Dove
- 1956: D-Day the Sixth of June
- 1956: The Power and the Prize
- 1957: My Man Godfrey
- 1958: Fräulein
- 1958: The Naked Maja
- 1960: The Story of Ruth
- 1961: Flower Drum Song
- 1962: Mr. Hobbs Takes a Vacation
- 1963: Take Her, She's Mine
- 1965: Dear Brigitte
- 1966: The Singing Nun

- Bibsys: 14012956
- Biblioteca Nacional de España: XX1064460
- Bibliothèque nationale de France: cb139400766 (data)
- CiNii: DA09299480
- Gemeinsame Normdatei: 118987674
- International Standard Name Identifier: 0000 0001 1026 207X
- Library of Congress Control Number: n85281415
- Nationale Bibliotheek van Tsjechië: xx0163052
- Nationale bibliotheek van Australië: 36010941
- Nationale Bibliotheek van Israël: 987007317292405171
- Nationale Bibliotheek van Polen: a0000002424338
- Nederlandse Thesaurus van Auteursnamen: 071947051
- Istituto Centrale per il Catalogo Unico: RAVV092834
- LIBRIS: 251686
- SNAC: w64m95wd
- Système universitaire de documentation: 181381214
- Trove: 1184427
- Union List of Artist Names: 500336331
- Virtual International Authority File: 46950751
- WorldCat: E39PBJv4gV3ydqGHfHYqbdvGpP